# El Chorro
Ne doit pas être confondu avec El Chorro (Uruguay).
El Chorro est le nom d'un village et d'un canyon calcaire creusé par la rivière Guadalhorce, près d'Álora en Andalousie, dans le sud de l'Espagne.
Ce site est réputé pour l'escalade et pour l'une de ses via ferrata, le Caminito del Rey.